# لوک پری (والیبال)
لوک پری (متولد ۲۰ نوامبر ۱۹۹۵) بازیکن والیبال اهل استرالیا، عضو تیم ملی استرالیا و باشگاه تور است.